# گئورگیوس تزلیلیس
گئورگیوس تزلیلیس (انگلیسی: Georgios Tzelilis؛ زادهٔ ۱۳ ژانویهٔ ۱۹۷۳) وزنه‌بردار اهل یونان بود.